# Pavel Tonkov
Pavel Sergejevič Tonkov (rusko Павел Сергеевич Тонков), ruski kolesar, * 9. februar 1969, Iževsk, Sovjetska zveza.
Tonkov je nekdanji ruski profesionalni kolesar, ki je tekmoval za ekipe Russ, Lampre, Ceramiche Panaria-Vinavil, Mapei, Mercury-Viatel, Lampre-Daikin, CCC-Polsat, Vini Caldirola-Nobili Rubinetterie in Team LPR. Nastopil je na Poletnih olimpijskih igrah v letih 1996 in 2000, ko je dosegel svojo najboljšo uvrstitev z 28. mestom na cestni dirki. Leta 1987 je osvojil naslov svetovnega mladinskega prvaka na cestni dirki. Največje uspehe je dosegel na Dirki po Italiji, ki jo je dobil leta 1996, v letih 1992 in 1993 je bil najboljši mladi kolesar, skupno pa je osvojil sedem etapnih zmag. V enajstih nastopih na dirki se je sedemkrat uvrstil med prvih pet v skupnem seštevku, od tega je bil v letih 1997 in 1998 skupno drugi. V petih nastopih na Dirki po Španiji je osvojil dve etapni zmagi, v skupnem seštevku pa tretje mesto leta 2000 in četrto leta 1999, le na Dirki po Franciji v treh nastopih ni dosegel uvrstitve. Osvojil je tudi Dirko po Švici leta 1995 in Dirko po Romandiji leta 1997, leta 2001 pa je bil drugi na dirki Critérium du Dauphiné.